# Miscanthus sinensis
Miscanthus sinensis (pasto: plateado chino, "maiden", "zebra", "porcupine", Eulalia) es un pasto nativo del este de Asia (China, Japón y Corea).

## Descripción
Es una herbácea perenne de hasta 0,8 a 2 m (raramente 4 m) de altura, formando densas matas con rizomas subterráneos. Las hojas son de 18 a 75 cm de longitud y 0,3 a 2 cm de ancho. Las flores son púrpuras, quedando debajo del follaje.

### Cultivo y usos
Es muy cultivada como ornamental en regiones templadas. En partes de Norteamérica constituye una plaga.
Se han seleccionado cultivares, incluyendo a 'Stricta' con un hábito de crecimiento angosto, 'Variegata' con márgenes blancos, 'Zebrina' con rayas horizontales amarillas y verdes en las hojas.

## Sinónimos
| - Erianthus japonicus (Trin.) P.Beauv. - Eulalia japonica Trin. - Eulalia japonica var. gracillima (Hitchc.) Grier - Miscanthus condensatus Hack. - Miscanthus flavidus Honda - Miscanthus japonicus (Trin.) Andersson | - Miscanthus kanehirae Honda - Miscanthus purpurascens Andersson - Miscanthus transmorrisonensis Hayata - Ripidium japonicum (Trin.) Trin. - Saccharum japonicum Houtt. - Xiphagrostis japonicus (Trin.) Coville |

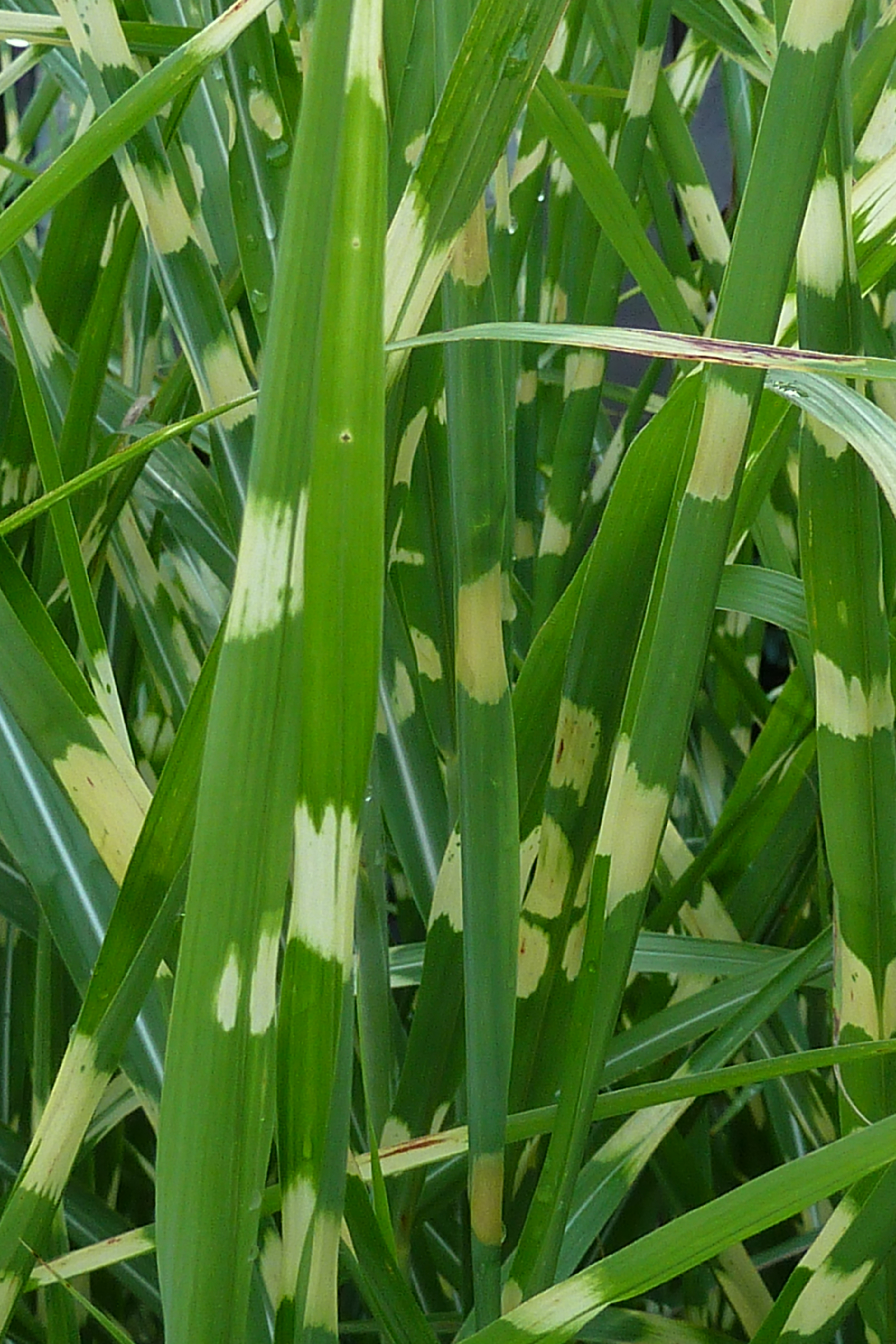
Miscanthus sinensis 'Strictus'
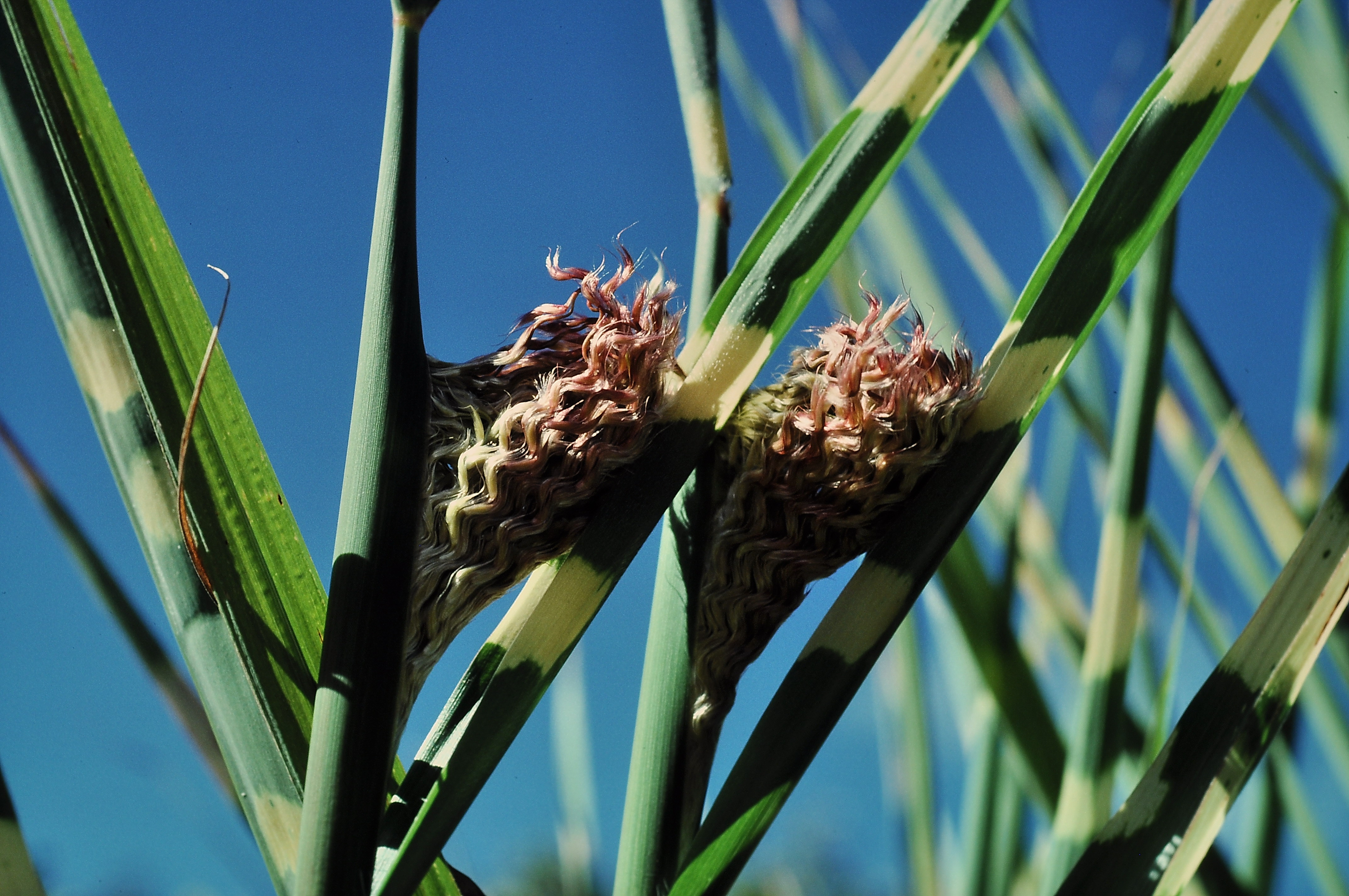
Miscanthus sinensis 'Strictus', flor
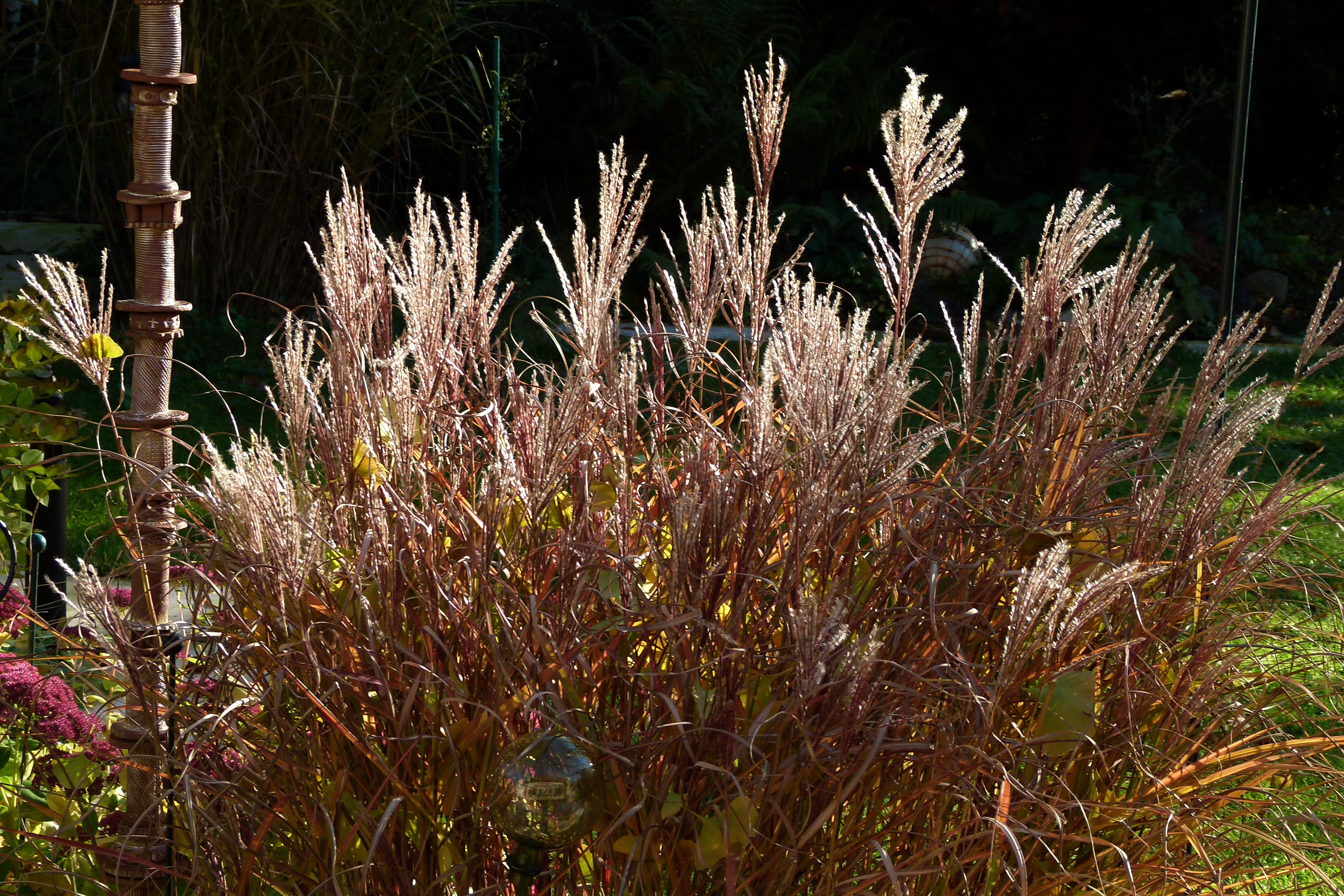
Miscanthus sinensis 'Ferner Osten'
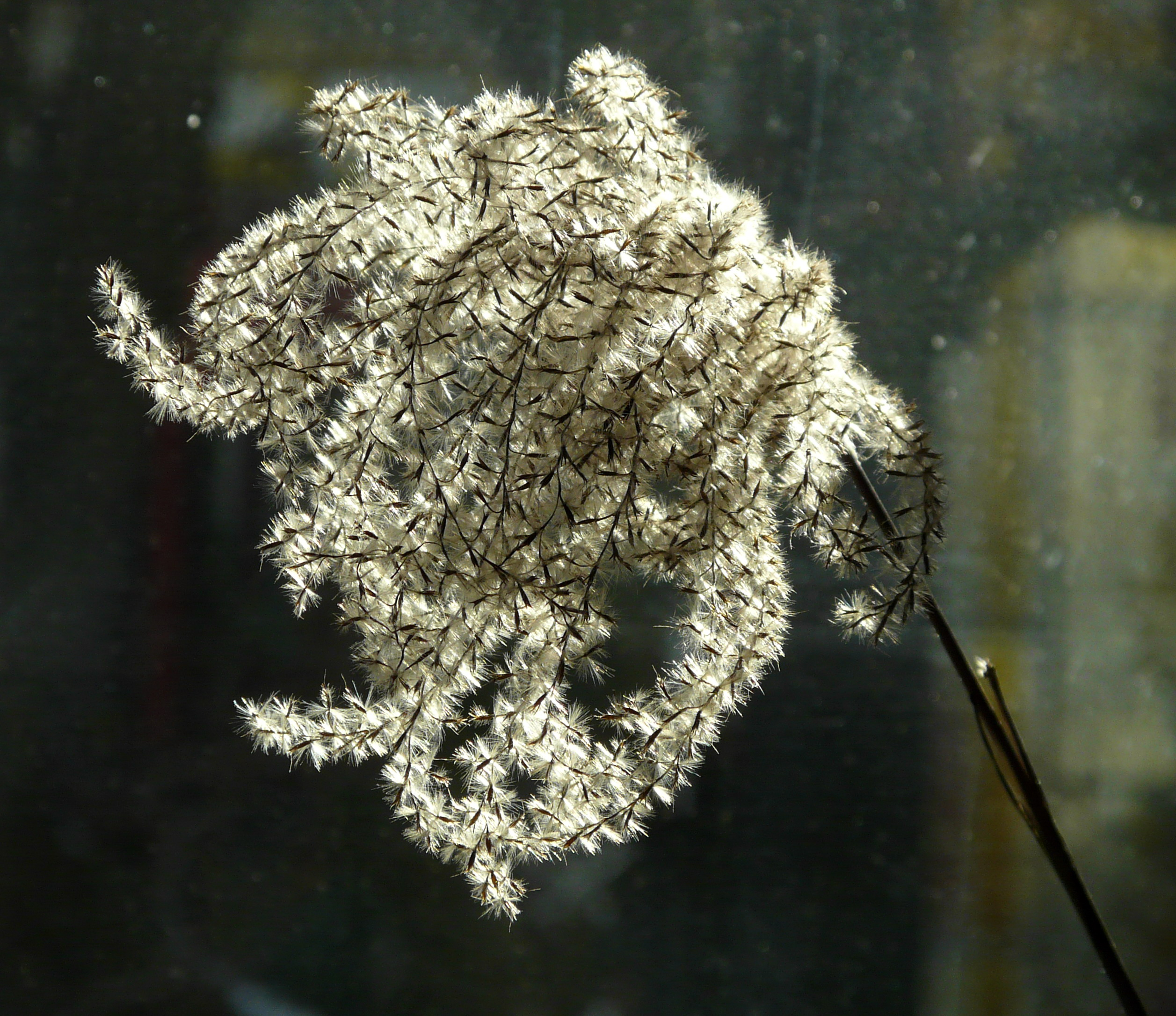
Miscanthus sinensis 'Malepartus', flor